# Сассакус
Сассакус (англ. Sassacus, на массачусетском языке Sassakusu, ок. 1560 — июнь 1637) — один из наиболее известных сахемов пекотов.
Стал великим сахемом в 1632 году после гибели Татобема. Во время Пекотской войны возглавил свой народ в борьбе против английских колонистов. 26 мая 1637 года, когда отряд Джона Мэйсона напал на главное поселение пекотов, сахем индейцев отсутствовал. Он решил совершить несколько рейдов на английские поселения. Колонисты безжалостно перебили большую часть пекотов, лишь немногим удалось спастись. Индейцы были вынуждены покинуть свою территорию и перемещаться небольшими группами, чтобы искать убежище у других алгонкинов.
Сассакус возглавил самую большую группу пекотов и направился на запад, в сторону голландских поселений. В районе современного города Фэйрфилд (штат Коннектикут), англичане и наррагансетты обнаружили пекотов. В завязавшемся сражении Сассакус смог вырваться и уйти с частью воинов. Он бежал к мохокам, надеясь найти у них защиту. Но ирокезы убили сахема пекотов в июне 1637 года. Они обезглавили тело Сассакуса и отправили его голову в Хартфорд, как подтверждение дружбы с английскими колонистами.